# 伏見屋善六
伏見屋 善六（ふしみや ぜんろく、生没年不詳）は、江戸時代から明治時代にかけての地本問屋。

## 来歴
大観堂、伏善と号す。並河または並川氏、後に植村氏。初代は宝暦11年（1761年没）とされる。姓は並川、後に植村。始め寛延か宝暦頃、日本橋北3丁目、石町十軒店、後に下谷池之端仲町、元黒門町家主で営業しており、およそ明治期までに山東京伝作・画の洒落本、窪俊満、喜多川歌麿、勝川春潮、歌川国貞らの錦絵などを出版している。

## 作品
- 山東京伝作・画 『志羅川夜船』 洒落本 天明9年（1789年）
- 窪俊満 『六玉川』 大判 錦絵6枚続 天明末期
- 窪俊満 『俳諧席の戻り』 大判 錦絵3枚続 天明末期
- 勝川春潮 『あふきや内たき川』 大判 天明末期
- 喜多川歌麿 『江之島岩屋の釣遊び』 大判3枚続 寛政初期
- 歌川国貞 『風流調子婦絵』 大判揃物 文政9年（1826年）ころ